# Aféra Český dům
Aféra Český dům je politická kontroverze provázející pronájem nemovitosti Český dům příslušející k českému velvyslanectví v Moskvě. Ministerstvo zahraničních věcí pod vedením ministra Jana Kavana pronajalo v roce 2000 Český dům za údajně výrazně nevýhodných podmínek. Nevýhodným pronájmem měla státu vzniknout škoda 26 milionů korun.
Odpovědnost za pronájem měl generální sekretář ministerstva Karel Srba, který již před rokem 1989 pracoval pro komunistickou vojenskou rozvědku a působil jako agent vojenské rozvědky s krycím jménem Salima ještě po roce 2000. V návaznosti na medializaci a vyšetřování na svou funkci rezignoval. Srba byl v souvislosti s kauzami na ministerstvu odsouzen na 12 let za přípravu vraždy novinářky Sabiny Slonkové. Ve vězení strávil osm let, mezi roky 2002–2010. Údajná role Srby v aféře Štiřín nebyla prokázána.
V roce 2004 policie obvinila a státní žalobce podal žalobu na Karla Srbu a bývalé zaměstnance ministerstva zahraničních věcí Stanislava Breie a Miroslava Karla. V roce 2007 zprostil trojici obžaloby Městský soud v Praze, v roce 2008 Vrchní soud v Praze zrušil verdikt městského soudu a v roce 2009 byli obžalovaní Městským soudem v Praze opět osvobozeni. Ani toto rozhodnutí však nebylo konečné, po dalším odvolání státního zástupce se kauzou znovu a opakovaně zabývaly soudy, až bylo trestní stíhání Karla Srby a jeho spoluobviněných Městským soudem v Praze zastaveno z důvodu amnestie prezidenta republiky Václava Klause z 1. ledna 2013.